# 톱밥과 금속 조각
톱밥과 금속 조각(Gycklarnas Afton, Sunset Of A Clown)은 스웨덴에서 제작된 잉마르 베리만 감독의 1953년 영화이다. 해리엣 안데르손 등이 주연으로 출연하였다.

## 출연

### 주연
- 해리엣 안데르손

### 조연
- 에릭 스트랜드마크
- 거너 본스트랜드